# Кам-суйские языки
Кам-суйские языки (дун-шуйские) — одна из групп кам-тайской ветви тай-кадайских языков. Распространены на юго-востоке Китая, в основном на стыке провинций Хунань, Гуйчжоу и Гуанси-Чжуанского АР, отдельные группы также на западе Гуандуна, северо-востоке Юньнани, севере Лаоса (канг) и Вьетнама (шуйский).
Общая численность около 4,5 млн человек.

## Состав
Включают 8 — 9 языков. Внутреннее деление не разработано.
- дунский язык (кам, дун) — язык дунов, 3,7 млн чел. на востоке и юго-востоке Гуйчжоу, западе Хунани и на севере Гуанси-Чжуанского АР.
- шуйский (суй) — язык шуйцев; св. 500 тыс. чел. на юге Гуйчжоу, севере Гуанси-Чжуанского АР, северо-востоке Юньнани и севере Вьетнама;
- мулам — язык мулао; 247 тыс. чел. в Гуанси-Чжуанском АР и пограничных районах Гуйчжоу;
- маонань (самоназвание; айнань) — 37 (из 62 в этн. группе) тыс. чел. на севере Гуанси-Чжуанского автономного р-на (Хуаньцзян-Маонаньский автономный уезд и соседние уезды округа Хэчи);
- мак (мохуа, мо) — 22 тыс. чел. на юге Гуйчжоу; включаются в состав буи;
- тхен (янхуан, рау) — 25 тыс. чел. на юге Гуйчжоу (восток уезда Пинтан, часть в уезде Душань Цяньнань-Буи-Мяоского авт. округа); включаются в народность буи;
- ай-чам (Jiamuhua, Jinhua, Atsam) — ок. 3 тыс. чел. на юге Гуйчжоу (уезд Либо Цяньнань-Буи-Мяоского авт. округа); включаются в народность буи;
- ? бяо — св. 50 тыс. чел. на западе Гуандуна (запад уезда Хуайцзи и прилегающие районы уезда Фэнкай). В Китае официально включаются в состав ханьцев.
- ? канг (тай-кханг) — ок. 82 тыс. чел. в Лаосе (пров. Хуапхан и Сиангкхуанг, включаются в народность тхай) и Китае (на юго-западе Юньнани, включаются в народность дай). Вопрос об отнесении к кам-суйским народам остаётся спорным.

На дунском существует мало используемая письменность на латинской основе, остальные языки бесписьменны. Носители их, как правило, многоязычны.